# КСР-2
КСР-2 (виріб 085, за класифікацією НАТО AS-5 Kelt) — радянська крилата ракета повітряного базування комплексу К-16, розроблялася як заміна протикорабельних ракет КС-1 «Комета». Оснащувалась фугасною бойовою частиною, проте могла нести і ядерну БЧ мегатонного класу.